# Freedom fries

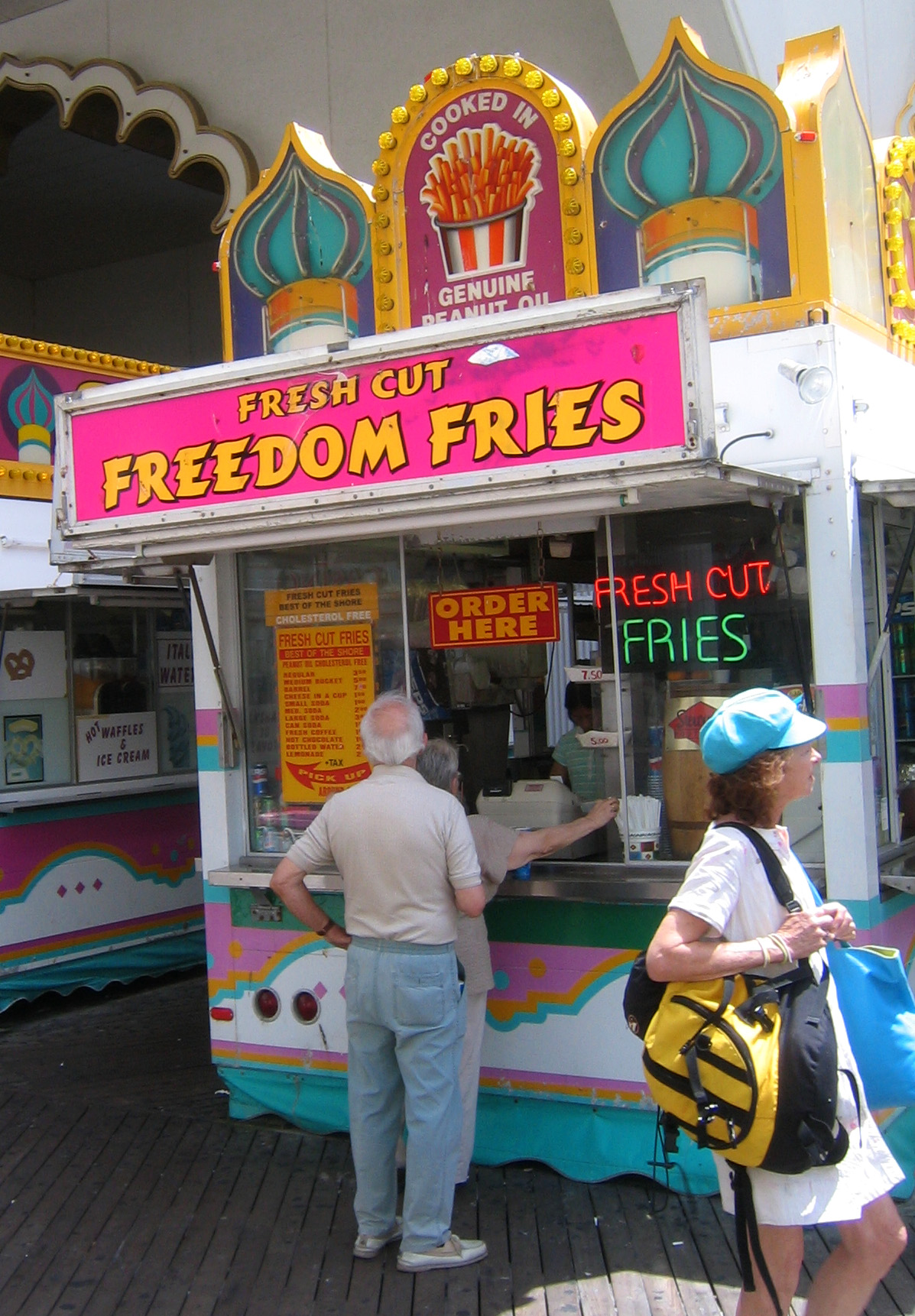
Budka z freedom fries na festiwalu w USA

Freedom Fries – eufemizm o podstawie politycznej, zastępujący wyrażenie French fries w kulturze USA na początku XXI w. W 2003 roku, gdy Francja sprzeciwiła się udziałowi w II wojnie w Zatoce Perskiej, ówczesny przewodniczący Izby Reprezentatywnej Stanów Zjednoczonych, Bob Ney nakazał wprowadzenie takiej zmiany w stołówce kongresu USA. Na początku niektóre prywatne restauracje wsparły decyzję zmieniając także w swoich menu French toast na Freedom toast. Wyrażenia te po cichu wyszły z użycia w 2006 r., kiedy wojna w Iraku spotkała się z krytycyzmem publicznym.

## Tło historyczne

### Inwazja na Irak
Od czasów I wojny w zatoce perskiej (2 sierpnia 1990 roku) stosunki pomiędzy USA a Irakiem pozostawały bardzo chłodne. Przez kolejne lata sytuacja robiła się coraz bardziej napięta, aż w końcu po ataku na World Trade Center, Amerykanie domagali się działań wojennych. W lutym 2003 roku opinię tę wyraziło 64% obywateli USA. Przed samą inwazją rozpoczętą 20 marca 2003 roku bombardowaniem na Bagdad, prezydent George W. Bush ogłosił, że poprowadzi wielonarodowe siły zbrojne do walki w Iraku (Coalition of the willing). Francja nie zgodziła się jednak na udział w inwazji. Ówczesny francuski prezydent Jacques Chirac powiedział (w wolnym tłumaczeniu) „Dla nas wojna to zawsze dowód porażki, oraz najgorszy ze sposobów na rozwiązanie problemów, więc zrobimy wszystko, aby tego uniknąć”.

### Pierwsza zmiana
Protest zapoczątkował właściciel jednej z restauracji w Karolinie Północnej, motywujący swoją zmianę podobnymi akcjami związanymi ze sprzeciwem wobec Niemiec w trakcie I wojny światowej, kiedy zmieniono nazwy kapusty kwaszonej (na liberty cabbage) oraz frankfurterek na hot-dogi. Owa restauracja uzyskała znak handlowy „Freedom fries”.

## Adaptacja przez Izbę Reprezentantów
Zmiany w kongresie dotyczyły tylko trzech stołówek Izby Reprezentantów USA, menu w stołówkach senatu pozostały nienaruszone. Zmiany nie wymagały głosowania gdyż placówki podlegały bezpośrednio pod przewodniczącego izby Boba Neya. Ten, opierał się na liście napisanym przez współpracownika Waltera B. Jones Jr. w którym sugerował wycofanie słów French, ponieważ jak powiedział (w wolnym tłumaczeniu) „Po raz kolejny, nasi dzielni obywatele w naszym wojsku ryzykują swoje życie, aby zapewnić wolność i bezpieczeństwo innym, i po raz kolejny Francuzi siedzą bezczynnie”.

## Odbiór
Wiele obywateli USA wyraziło pozytywną opinię o wprowadzonych eufemizmach. Nancy White, matka 21-letniego żołnierza w Kuwejcie powiedziała: „To pokazuje że nasz kraj, oraz rząd interesują się obywatelami w wojsku”. Prawnik, Bob Dillinger stwierdził, że tysiące żołnierzy USA zginęło za Francję podczas I i II wojny światowej, więc mogliby oni chociaż wesprzeć Amerykę podczas walki z terroryzmem. „Myślę, że to dobry pomysł, nie napiję się także Grey Goose (wódka) ponieważ jest francuska” – powiedział. Niektórzy Amerykanie stwierdzili jednak że było to niepotrzebne i głupkowate.

### Oświadczenie ambasady francuskiej

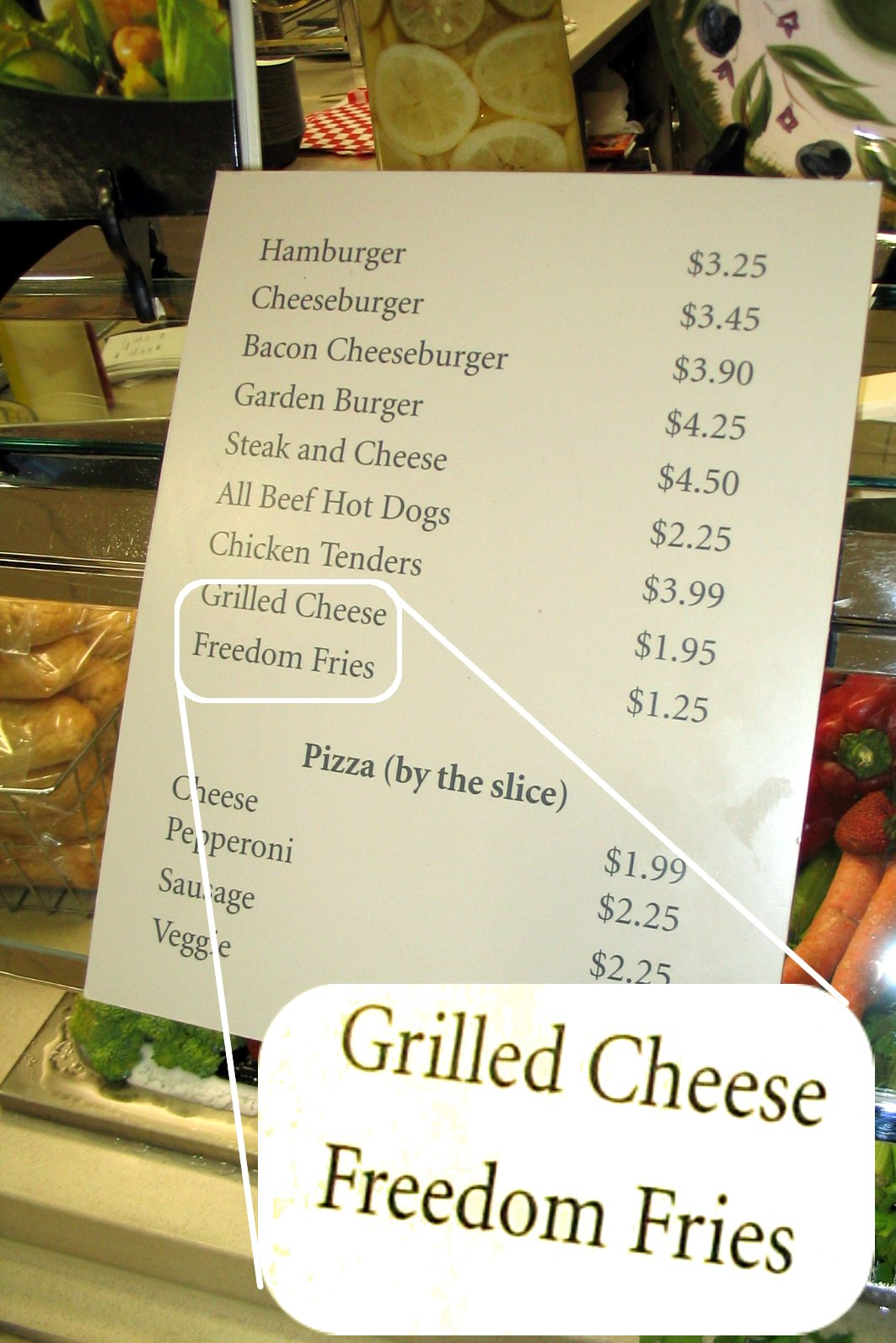
Menu stołówki po zmianach

Ówczesna dyrektor ds. komunikacji w ambasadzie Francji w Stanach Zjednoczonych, Nathalie Loiseau oświadczyła, że „ta zmiana była bardziej absurdalna niż dotkliwa, do Ambasady codziennie dzwoni od 200 do 800 Amerykanów w sprawie wojny w Iraku. Większość wspiera postawę Francji. (...) poza tym frytki pochodzą z Belgii, nie Francji” – dodała.

### Freedom fries w mediach oraz kulturze
Artysta Robert Plant w 2005 roku wydał utwór pt. Freedom Fries, tekst krytykuje idee wojny, a ostatnia zwrotka prześmiewa się ze zmiany określenia frytek:
Freedom fries and burns and scars
The liberator goes too far
Freedom fries and screams and yells
The promised land is promised hell
Wyemitowany 15 marca 2003 roku odcinek programu Saturday Night Live, w satyrycznej części Weekend Update with Jimmy Fallon & Tina Fey, także wyśmiał decyzję kongresu. Fey zażartowała, że we Francji na American Cheese teraz mówi się idiot cheese, po czym Fallon odparł „Zaufajcie mi! Oni teraz się z nas śmieją French fries nawet nie są francuskie. Pochodzą z Belgii!”.

## Wycofanie zmiany
Latem 2006 roku, po cichu do menu stołówek w Kapitolu powróciły French fries oraz French toast. Stało się to za sprawą nowo wybranego przewodniczącego – Verna Ehlersa. Bob Ney został skazany, oraz wycofany ze stanowiska po uznaniu go winnym w skandalu z udziałem Jacka Abramoffa. Ehlers spytany o powód wycofania zmiany odpowiedział „To nic wielkiego, żadna nowość”. Walter B. Jones Jr., wcześniej sam sugerujący wycofanie słowa French, oznajmił, że „Chciałbym, żeby ta sytuacja nigdy nie miała miejsca”.